# Язлы-Арташ
Язлы-Арташ (тат. Тарлау) — деревня в Сабинском районе Республики Татарстан, в составе Арташского сельского поселения.

## Географическое положение
Деревня находится на правом притоке реки Мёша, в 17 км к востоку от районного центра, посёлка городского типа Богатые Сабы.

## История
Первоисточники упоминают о деревне под названиями Починок Азларташ, Тарлово с 1680 года.
В сословном плане, в XVIII веке и вплоть до 1860-х годов, жителей деревни причисляли к государственным крестьянам.
По данным переписей, население деревни увеличивалось с 34 душ мужского пола в 1782 году до 458 человек в 1920 году. В последующие годы население деревни постепенно уменьшалось и в 2010 году составило 122 человека.
По сведениям из первоисточников, в начале XX столетия в деревне действовали мечеть и мектеб.
Административно, до 1920 года деревня относилось к Мамадышскому уезду Казанской губернии, с 1920 года — к Мамадышскому кантону, с 1930 года — к Сабинскому району Татарстана.

## Экономика и инфраструктура
Жители деревни занимаются полеводством, молочным скотоводством. В XVIII—XIX столетиях основными занятиями жителей являлись земледелие, скотоводство, лесопильный промысел.
В деревне функционируют начальная школа, клуб.